# Erkki Tanttu
Erkki Lauri Tanttu, till 1913 Lydén, född 3 oktober 1907 i Viborg, död 5 maj 1985 i Helsingfors, var en finländsk grafisk konstnär och illustratör.
Tanttu studerade 1929–1930 vid Centralskolan för konstflit i Helsingfors och 1931 vid Kunstschule Maxon-Kallenberger i München. Han var 1926–1931 anställd vid bokförlaget WSOY och 1931–1944 tecknare vid skyddskårstidningen Hakkapeliitta, där han bland annat skapade den populära seriefiguren Rymy-Eetu. Från 1945 var Tanttu verksam som fri konstnär.
Hans kraftfulla stil kommer bäst till sin rätt i träsnittet, en teknik där han uppnådde en nästan virtuos skicklighet. Som tecknare illustrerade han ett drygt sextiotal skönlitterära och kulturhistoriska arbeten, bland annat Aleksis Kivis Sju bröder (1961), komponerade inemot 200 exlibris, bland annat för Urho Kekkonen, och publicerade talrika volymer finska ordspråk med egna, av realism, humor och folklivskännedom präglade bilder. Han erhöll Pro Finlandia-medaljen 1955 professors namn 1972.